# Honda City
O City é um veículo compacto, produzido mundialmente pela Honda desde 1981 e no Brasil desde 2009. Atualmente encontra-se em sua 7ª geração.

## Teste de segurança do Latin NCAP
O Honda City foi testado duas vezes no Latin NCAP, em junho de 2012, e em novembro de 2015, nas duas vezes, o teste foi feito no Brasil.

### Teste de2012
No teste de junho de 2012, o City tirou 4 estrelas tanto para os adultos, tanto para as crianças. Não houve teste lateral.
O City apenas tinha dois itens de segurança: airbag frontal para motorista e passageiro, e protensores do cinto da frente.

### Comentários
Adultos:
No impacto frontal, tanto a cabeça do motorista quanto do acompanhante ficaram bem protegidas pelos sistemas de retenção. Foram observadas estruturas perigosas na área do painel contra as quais poderiam impactar os joelhos dos passageiros. A estrutura evidenciou que pode suportar cargas maiores que as do impacto.
Crianças:
As cadeirinhas infantis com o Isofix para crianças de três e um ano e meio foram capazes de evitar um movimento excessivo para frente no impacto, oferecendo uma boa proteção em ambos os casos.  As instruções de instalação nos assentos infantis foram suficientes, ficando unidas de forma permanente aos bancos. O veículo contava com etiquetas de advertência a respeito dos perigos associados à instalação de uma cadeirinha infantil olhando para trás no banco do acompanhante com um airbag ativo; porém, as etiquetas não estavam aderidas de forma permanente ao carro.

### Teste de2015
No teste de novembro de 2015, o City tirou 5 estrelas para os adultos, e 4 estrelas para as crianças.
Além dos itens que tinha no teste de 2012, também continha Freio ABS, sistema de aviso de cinto de segurança, desativação do airbag do passageiro e Isofix.

### Comentários
Adultos:
As cabeças do motorista e do passageiro foram bem protegidas pelos airbags de cada um deles no impacto frontal. Ambos os cintos de segurança estavam equipados com pretensores e limitadores de carga. Os peitos apresentaram proteção adequada para boa. As áreas dos joelhos do motorista e do passageiro não mostraram estruturas críticas. A carroceria foi qualificada como estável, sendo capaz de suportar maiores cargas. O modelo cumpriu com os requisitos das UN95 de teste de impacto lateral.
Crianças:
A cadeirinha infantil para a criança de três anos conseguiu evitar o excessivo deslocamento para frente no impacto, proporcionando uma proteção adequada. O desempenho dinâmico do sistema de retenção para a criança de 18 meses foi bom. A maioria dos SRI instalados com cintos de segurança passou a instalação, levando em conta as posições exoneradas no manual. O carro conta com sinais de advertência para instalar um SRI no banco dianteiro com airbags, oferecendo a possibilidade de desconectar o airbag do passageiro, cumprindo com os requerimentos do Latin NCAP.

## 1ª geração
A primeira geração, produzida entre 1981 e 1986, foi apresentada nas carrocerias hatchback, van e cabriolet; todos com 2 portas.
|  |  |

### Especificações
| Honda City AA/VF/FA - 1981 a 1986 | Honda City AA/VF/FA - 1981 a 1986             | Honda City AA/VF/FA - 1981 a 1986            | Honda City AA/VF/FA - 1981 a 1986            | Honda City AA/VF/FA - 1981 a 1986            | Honda City AA/VF/FA - 1981 a 1986       | Honda City AA/VF/FA - 1981 a 1986       |
| --------------------------------- | --------------------------------------------- | -------------------------------------------- | -------------------------------------------- | -------------------------------------------- | --------------------------------------- | --------------------------------------- |
| Versões                           | City E , U, R com transmissão automática (AA) | City R teto Manhattan (AA)                   | City Pro (VF)                                | City Cabrio (FA)                             | City Turbo (AA)                         | City Turbo II "Bulldog" (FA)            |
| Motor                             | 1.2 L (1,231 cc) I4 de 12 válvulas SOHC       | 1.2 L (1,231 cc) I4 de 12 válvulas SOHC      | 1.2 L (1,231 cc) I4 de 12 válvulas SOHC      | 1.2 L (1,231 cc) I4 de 12 válvulas SOHC      | 1.2 L (1,231 cc) I4 de 12 válvulas SOHC | 1.2 L (1,231 cc) I4 de 12 válvulas SOHC |
| Aspiração                         | simples de dois barris com carburador Keihin  | simples de dois barris com carburador Keihin | simples de dois barris com carburador Keihin | simples de dois barris com carburador Keihin | PGM-FI turbochargerd                    | PGM-FI turbochargerd e intercooled      |
| Potência                          | 63 hp (47,0 kW) @ 5000 rpm                    | 67 hp (50,0 kW) @ 5500 rpm                   | 61 hp (45,5 kW) @ 5000 rpm                   | 67 hp (50,0 kW) @ 5500 rpm                   | 100 hp (74,6 kW) @ 5500 rpm             | 110 hp (82,0 kW) @ 5500 rpm             |
| Torque                            | 98 Nm (72,3 lb·ft) @ 3000 rpm                 | 98 Nm (72,3 lb·ft) @ 3500 rpm                | 96 Nm (70,8 lb·ft) @ 3000 rpm                | 98 Nm (72,3 lb·ft) @ 3500 rpm                | 147 Nm (108 lb·ft) @ 3000 rpm           | 160 Nm (118 lb·ft) @ 3000 rpm           |
| Velocidade Máx.                   | 141 km/h (87,6 mph)                           | 150 km/h (93,2 mph)                          | 135 km/h (83,9 mph)                          | 150 km/h (93,2 mph)                          | 179 km/h (111 mph)                      | 175 km/h (109 mph)                      |
| Peso vazio                        | 655 kg (1 440 lb) a 710 kg (1 570 lb)         | 685 kg (1 510 lb) a 710 kg (1 570 lb)        | 635 kg (1 400 lb) a 660 kg (1 460 lb)        | 800 kg (1 760 lb) a 810 kg (1 790 lb)        | 690 kg (1 520 lb) a 700 kg (1 540 lb)   | 735 kg (1 620 lb) a 745 kg (1 640 lb)   |
| Capacidade do depósito            | 41 l (10,8 US-gal)                            | 41 l (10,8 US-gal)                           | 41 l (10,8 US-gal)                           | 41 l (10,8 US-gal)                           | 41 l (10,8 US-gal)                      | 41 l (10,8 US-gal)                      |
| Bagageiro (l)                     | 205 l (54,2 US-gal)                           | 205 l (54,2 US-gal)                          | 205 l (54,2 US-gal)                          | 182 l (48,1 US-gal)                          | 205 l (54,2 US-gal)                     | 205 l (54,2 US-gal)                     |

## 2ª geração
A segunda geração, produzida entre 1986 e 1994, foi disponibilizada apenas na carroceria hatchback com 2 portas. Teve incremento de marchas na versão automática e deu lugar ao Honda Logo no Reino Unido.

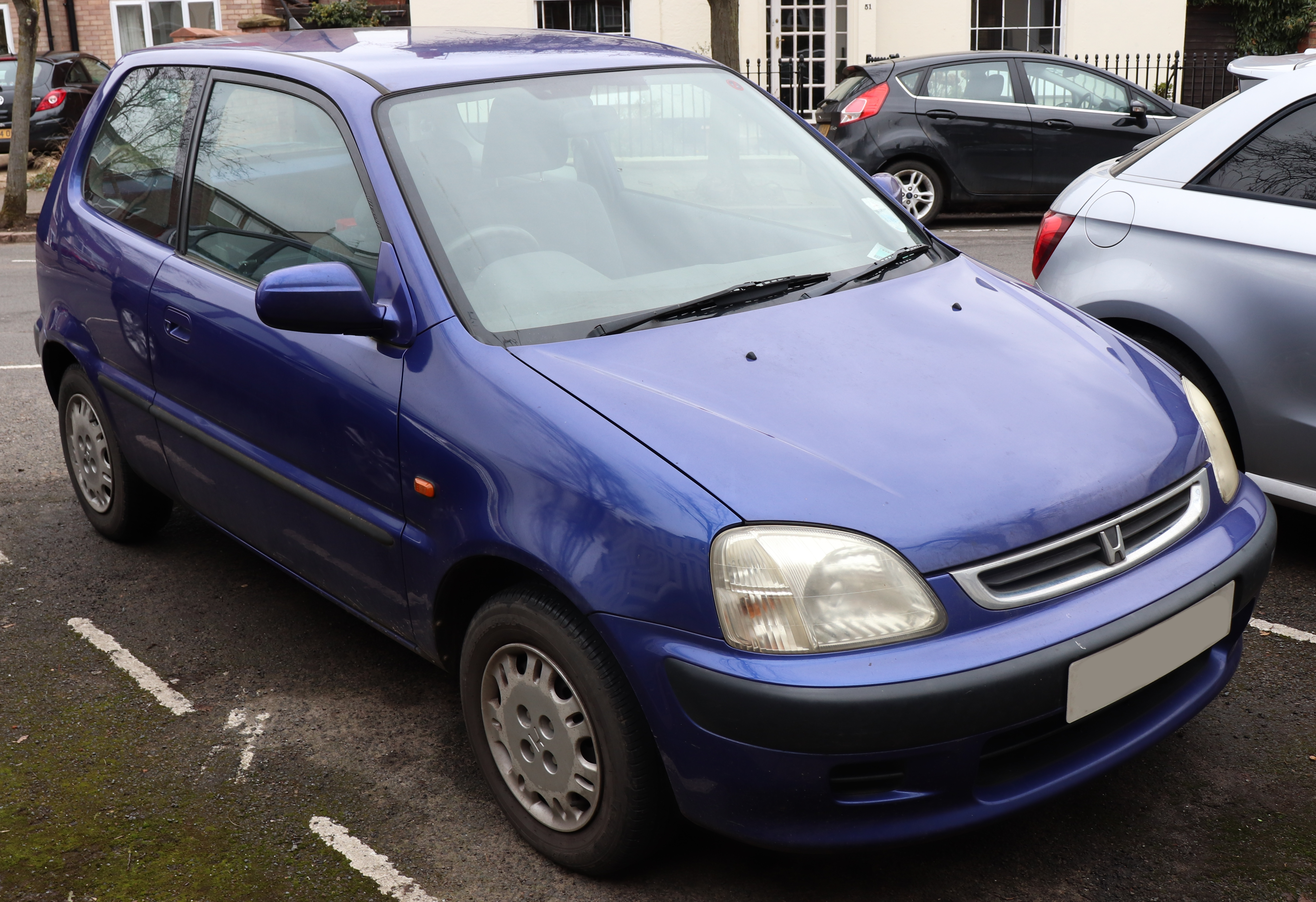
Honda Logo sucedeu o City hatch no Reino Unido.

## 3ª geração
A terceira geração, produzida entre 1996 e 2002, marcou a migração de carroceria do City, deixando de existir como hatchback e passando a ser disponibilizado apenas como sedan. Nesta geração também foram introduzidos novos motores, mais potentes que os anteriores. O 1.5L é a motorização que equipa a versão brasileira, lançada em 2009.

## 4ª geração
A quarta geração, produzida entre 2002 e 2008, introduziu a Transmissão Continuamente Variável - também conhecida como CVT - em alguns mercados. Ganhou o nome de Fit Aria no Japão. Na República Popular da China, após dar lugar à quinta geração em 2008, passou a ser produzido pela Everus, uma divisão de automóveis de entrada da Honda no país asiático, em 2011 e encerrou em 2015.

## 5ª geração
A quinta geração, foi produzida entre 2008 e 2013. Na África do Sul foi batizado de Honda Ballade. Esta geração foi a primeira versão do City a ser apresentada no Brasil, onde é fabricada desde 2009. Na China, o City possui uma versão chamada R18, que oferece o motor 1.8L I4 16V i-VTEC do Civic.

## 6ª geração
A sexta geração foi produzida de 2014 a 2022. No Japão foi batizado de Honda Grace e na China de Honda Greiz. Na África do Sul, assim como na geração anterior o City continua a ser chamado de Honda Ballade.

## 7ª geração
A sétima geração do City foi lançada em 2022 no Brasil com um comprimento e entre-eixos maior em relação a geração anterior. No entanto, a altura do carro diminuiu. Ambas as versões, são vendidas como: EX, EXL e Touring e com o motor 1.5 aspirado com transmissão CVT que simula 7 marchas. 